# Guy Joron
Guy Joron (2 tháng 6 năm 1940 – 28 tháng 12 năm 2017) là một chính khách ở Quebec, Canada.

## Giáo dục
Ông sinh ngày 2 tháng 6 năm 1940 tại Montreal. Ông đã có bằng B.A. trong khoa học chính trị từ Đại học Montréal.

## Thành viên của cơ quan lập pháp
Joron đã chạy thành công với tư cách là ứng cử viên Parti Québécois vào Quốc hội Quebec ở quận Gouin năm 1970, đánh bại Tự do Yves Michaud đương nhiệm. Ông đã bị đánh bại năm 1973.
Ông được trả lại cho cơ quan lập pháp năm 1976, đại diện cho quận Mille-Îles.
Bên cạnh đồng nghiệp caucus Claude Charron, ông là một trong hai thành viên đồng tính đầu tiên được biết đến của Quốc hội. Không có người đàn ông nào ra ngoài công chúng trong thời gian của mình trong chính trị, mặc dù cả hai đều ra ngoài trong số các đồng nghiệp của họ trong hội đồng.

## Thành viên nội các
Năm 1976, Joron được bổ nhiệm vào Nội các của Thủ hiến René Lévesque. Ông giữ chức Bộ trưởng chịu trách nhiệm về Năng lượng cho đến năm 1979 và Bộ trưởng Hợp tác xã và các tổ chức tài chính từ năm 1979 đến năm 1980. Joron đã từ chức và rút lui khỏi chính trị vào năm 1981.